# Kawarazaki-za
Le Kawarazaki-za (河原崎座) est un des principaux théâtre kabuki d'Edo (actuel Tokyo) au cours de l'époque d'Edo jusqu'à l'ère Meiji. N'étant pas l'un des quatre théâtres formellement autorisés par le shogunat Tokugawa, le théâtre est largement inactif pendant de longues périodes de temps, fonctionnant uniquement lorsque le Morita-za, en butte à des difficultés financières ou à la destruction physique de son bâtiment, prête temporairement sa licence au Kawarazaki-za. Fondé en 1656, celui-ci est géré par des membres de la famille d'acteurs Kawarazaki jusqu'en 1875.

## Zamoto(directeur du théâtre)
Ces dates indiquant les années durant lesquelles les acteurs ont été zamoto, c'est-à-dire directeur du théâtre.
- Kawarazaki Gonnosuke I (1656–1690)
- Kawarazaki Gonnosuke II (1691–1735)
- Kawarazaki Gonnosuke III (1735–1744)
- Kawarazaki Gonnosuke IV (1790–1796)
- Kawarazaki Gonnosuke V (1796–1830)
- Kawarazaki Gonnosuke VI (1830–1855)
- Kawarazaki Gonnosuke VIII (1874–1875)

## Source de la traduction
- (en) Cet article est partiellement ou en totalité issu de l’article de Wikipédia en anglais intitulé « Kawarazaki-za » (voir la liste des auteurs).